# Mogodin (Kongoussi)
Pour les articles homonymes, voir Mogodin.
Mogodin est une localité située dans le département de Kongoussi de la province du Bam dans la région Centre-Nord au Burkina Faso. Lors du recensement de 2006, on y a dénombré 1 277 habitants.